# Distretto di Rattanawapi
Il distretto di Rattanawapi (in thailandese: รัตนวาปี) è un distretto (amphoe) della Thailandia, situato nella provincia di Nong Khai.